# Petr Koukal (lední hokejista)
Petr Koukal (* 16. srpna 1982, Žďár nad Sázavou) je český lední hokejista hrající na postu středního útočníka a bývalý reprezentant, který od května 2024 nastupuje za druholigový klub SKLH Žďár nad Sázavou. Mimo Česko působil na klubové úrovni v Rusku a Finsku.

## Hráčská kariéra
S ledním hokejem začal v mužstvu HC Žďár nad Sázavou, odkud v průběhu mládeže zamířil do klubu HC IPB Pardubice, se kterým získal dva juniorské tituly. V sezoně 2001/02 debutoval v dresu „áčka“ v extralize a v dalších letech nastupoval kromě Pardubic také formou střídavých startů za tehdy prvoligové týmy HC Papíroví Draci Šumperk a HC VČE Hradec Králové. 27. října 2005 odešel výměnou za Marka Vorla na měsíční hostování do Lasselsbergeru Plzeň. Od ročníku 2006/07 již nastupoval pouze za pardubický celek, v němž byl od roku 2010 také kapitánem mužstva. S klubem vybojoval během svého dlouhého působení v nejvyšší soutěži jednu bronzovou (2010/11), dvě stříbrné (2002/03 a 2006/07) a tři zlaté (2004/05, 2009/10 a 2011/12) medaile. V květnu 2012 Pardubice opustil a odešel do KHL, kde postupně nastupoval dvě sezony za Neftěchimik Nižněkamsk (Rusko), rok v dresu Jokeritu Helsinky (Finsko) a dva ročníky v ruském Avtomobilistu Jekatěrinburg. V Avtomobilistu vykonával funkci kapitána a stejně jako s Jokeritem se s ním rovněž představil na prestižním Spenglerově poháru. V květnu 2017 se po pěti letech vrátil do Česka a uzavřel tříletý kontrakt s extraligovým Mountfieldem HK z Hradce Králové, tedy největším rivalem Pardubic. Od září 2022 působil převážně v partnerském klubu Hradce Králové za SC Marimex Kolín, kde byl kapitánem od roku 2022 do roku 2024. Dne 9. května 2024 podepsal smlouvu se svým mateřským hokejovým klubem SKLH Žďár nad Sázavou.

## Osobní život
Petr studoval na sportovním gymnáziu, těchto studií však zanechal a složil trenérské zkoušky. Žije nedaleko Pardubic se svou manželkou a 2 dcerami. Jeho starší bratr Martin je český reprezentant a mistr světa v běhu na lyžích, otec František byl lékař († 15. dubna 2017) a matka Božena učitelkou v mateřské škole.

## Ocenění a úspěchy
- 2001 ČHL-20 – Nejlepší hráč v pobytu na ledě (+/−)
- 2002 ČHL-20 – Nejlepší hráč v pobytu na ledě (+/−)
- 2002 ČHL-20 – Nejlepší nahrávač
- 2002 ČHL-20 – Nejproduktivnější hráč
- 2002 ČHL-20 – Nejproduktivnější hráč v playoff
- 2012 ČHL – Cena Václava Paciny

## Klubové statistiky
| Sezóna      | Klub                       | Soutěž      |     | Základní část | Základní část | Základní část | Základní část | Základní část |    | Play off | Play off | Play off | Play off | Play off |
| Sezóna      | Klub                       | Soutěž      | Z   | G             | A             | B             | TM            | Z             | G  | A        | B        | TM       |          |          |
| 2001/2002   | HC IPB Pardubice           | ČHL         | 10  | 2             | 1             | 3             | 0             | 1             | 0  | 0        | 0        | 0        |          |          |
| 2001/2002   | HC Draci Šumperk           | 1.ČHL       | 10  | 3             | 7             | 10            | 14            | —             | —  | —        | —        | —        |          |          |
| 2002/2003   | HC ČSOB Poj. Pardubice     | ČHL         | 50  | 5             | 6             | 11            | 14            | 17            | 4  | 3        | 7        | 0        |          |          |
| 2002/2003   | HC VČE Hradec Králové      | 1.ČHL       | 11  | 6             | 1             | 7             | 0             | —             | —  | —        | —        | —        |          |          |
| 2003/2004   | HC Moeller Pardubice       | ČHL         | 46  | 2             | 12            | 14            | 20            | 5             | 1  | 0        | 1        | 2        |          |          |
| 2003/2004   | HC VČE Hradec Králové      | 1.ČHL       | 7   | 1             | 3             | 4             | 6             | 2             | 0  | 0        | 0        | 0        |          |          |
| 2004/2005   | HC Moeller Pardubice       | ČHL         | 49  | 4             | 6             | 10            | 30            | 16            | 2  | 5        | 7        | 6        |          |          |
| 2005/2006   | HC Moeller Pardubice       | ČHL         | 43  | 2             | 10            | 12            | 38            | —             | —  | —        | —        | —        |          |          |
| 2005/2006   | HC Lasselsberger Plzeň     | ČHL         | 9   | 1             | 4             | 5             | 2             | —             | —  | —        | —        | —        |          |          |
| 2006/2007   | HC Moeller Pardubice       | ČHL         | 52  | 7             | 10            | 17            | 48            | 17            | 3  | 0        | 3        | 14       |          |          |
| 2007/2008   | HC Moeller Pardubice       | ČHL         | 50  | 6             | 12            | 18            | 34            | —             | —  | —        | —        | —        |          |          |
| 2008/2009   | HC Moeller Pardubice       | ČHL         | 51  | 15            | 23            | 38            | 48            | 7             | 1  | 4        | 5        | 2        |          |          |
| 2009/2010   | HC Eaton Pardubice         | ČHL         | 52  | 13            | 27            | 40            | 38            | 13            | 2  | 10       | 12       | 6        |          |          |
| 2010/2011   | HC ČSOB Poj. Pardubice     | ČHL         | 50  | 13            | 16            | 29            | 38            | 9             | 5  | 3        | 8        | 18       |          |          |
| 2011/2012   | HC ČSOB Poj. Pardubice     | ČHL         | 51  | 18            | 33            | 51            | 46            | 18            | 6  | 3        | 9        | 4        |          |          |
| 2012/2013   | CHK Neftěchimik Nižněkamsk | KHL         | 52  | 14            | 22            | 36            | 43            | 4             | 1  | 1        | 2        | 14       |          |          |
| 2013/2014   | Neftěchimik Nižněkamsk     | KHL         | 46  | 9             | 10            | 19            | 34            | —             | —  | —        | —        | —        |          |          |
| 2014/2015   | Jokerit Helsinky           | KHL         | 56  | 12            | 18            | 30            | 36            | 10            | 2  | 4        | 6        | 8        |          |          |
| 2015/2016   | Avtomobilist Jekatěrinburg | KHL         | 59  | 11            | 26            | 37            | 46            | 6             | 0  | 2        | 2        | 6        |          |          |
| 2016/2017   | Avtomobilist Jekatěrinburg | KHL         | 56  | 12            | 12            | 24            | 77            | —             | —  | —        | —        | —        |          |          |
| 2017/2018   | Mountfield HK              | ČHL         | 50  | 12            | 25            | 37            | 17            | 12            | 2  | 3        | 5        | 4        |          |          |
| 2018/2019   | Mountfield HK              | ČHL         | 43  | 10            | 14            | 24            | 59            | 2             | 0  | 0        | 0        | 0        |          |          |
| 2019/2020   | Mountfield HK              | ČHL         | 46  | 5             | 8             | 13            | 22            | 2             | 1  | 0        | 1        | 0        |          |          |
| 2020/2021   | Mountfield HK              | ČHL         | 52  | 3             | 13            | 16            | 26            | 7             | 2  | 0        | 2        | 6        |          |          |
| 2021/2022   | Mountfield HK              | ČHL         | 45  | 2             | 6             | 8             | 16            | 5             | 0  | 1        | 1        | 0        |          |          |
| 2021/2022   | SC Marimex Kolín           | 1. ČHL      | 1   | 0             | 3             | 3             | 0             | —             | —  | —        | —        | —        |          |          |
| 2022/2023   | SC Marimex Kolín           | 1. ČHL      | 34  | 13            | 8             | 21            | 24            | —             | —  | —        | —        | —        |          |          |
| 2022/2023   | Mountfield HK              | ČHL         | 2   | 0             | 0             | 0             | 4             | —             | —  | —        | —        | —        |          |          |
| 2023/2024   | SC Marimex Kolín           | 1. ČHL      | 32  | 6             | 5             | 11            | 32            | —             | —  | —        | —        | —        |          |          |
| 2023/2024   | SKLH Žďár nad Sázavou      | 2. ČHL      | 1   | 1             | 2             | 3             | 0             | —             | —  | —        | —        | —        |          |          |
| 2024/2025   | SKLH Žďár nad Sázavou      | 2. ČHL      |     |               |               |               |               |               |    |          |          |          |          |          |
| 2024/2025   | SC Marimex Kolín           | 1. ČHL      |     |               |               |               |               |               |    |          |          |          |          |          |
| ČHL celkově | ČHL celkově                | ČHL celkově | 751 | 120           | 226           | 346           | 517           | 141           | 32 | 34       | 66       | 82       |          |          |

## Reprezentace
| Rok                       | Tým                       | Soutěž                    | Z  | G | A | B | TM |
| ------------------------- | ------------------------- | ------------------------- | -- | - | - | - | -- |
| 2010                      | Česko                     | MS                        | 9  | 0 | 2 | 2 | 2  |
| 2012                      | Česko                     | MS                        | 7  | 2 | 1 | 3 | 0  |
| 2013                      | Česko                     | MS                        | 5  | 2 | 0 | 2 | 4  |
| 2015                      | Česko                     | MS                        | 10 | 1 | 0 | 1 | 6  |
| 2016                      | Česko                     | MS                        | 7  | 0 | 0 | 0 | 2  |
| 2018                      | Česko                     | OH                        | 6  | 1 | 0 | 1 | 2  |
| Seniorská kariéra celkově | Seniorská kariéra celkově | Seniorská kariéra celkově | 44 | 6 | 3 | 9 | 16 |